# Lowepro
Lowepro är ett amerikanskt företag som tillverkar ryggsäckar, kameraväskor m.m.
Lowepro grundades av Greg Lowe som från 1967 började utveckla ryggsäckar och väskor. Företaget står bakom flera innovationer inom kameraväskor där man specialiserat sig.